# 基孔肯雅热疫苗
基孔肯雅热疫苗是用於對屈公病病毒產生後天免疫的疫苗。
常見副作用包括頭痛、疲倦、肌肉與關節疼痛、發燒、噁心，以及注射部位的壓痛。
首款屈公病疫苗於2023年11月在美國獲准使用，並於2024年5月獲歐盟批准。
2025年5月，美國食品藥物管理局（FDA）與疾病管制與預防中心（CDC）建議暫停為60歲及以上人群接種「Ixchiq」疫苗，原因是部分接種者出現嚴重的神經系統、心臟及其他不良反應。該暫停措施於2025年8月解除。同年5月，歐洲藥品管理局也暫停為65歲及以上人群接種該疫苗，並於7月恢復使用。英国药监局則於2025年6月採取類似措施，暫停為65歲及以上人群接種。

## 醫療用途
屈公病疫苗用於預防屈公病病毒所引起的疾病。

## 歷史
屈公病疫苗的安全性是在北美進行的兩項臨床試驗中評估的，約有3500名年滿18歲以上的參與者接種了疫苗，其中一項試驗中約有1000人接種了安慰劑。疫苗的有效性則基於美國一項針對18歲及以上成人的臨床研究所得的免疫反應數據。該研究比較了266名接種疫苗者與96名接受安慰劑者的免疫反應。研究中所評估的抗體水準，是根據先前非人靈長類動物接受接種者血液後所展現的保護性抗體標準制定的。幾乎所有接受疫苗的參與者都達到了該抗體水準。
美國食品藥品監督管理局（FDA）授予該疫苗快速通道、突破性療法及優先審查等多項資格。管理局隨後批准由法國-奧地利疫苗廠Valneva Austria GmbH公司生產。

## 社會與文化

### 法律地位
2024年5月，歐洲藥品管理局（EMA）人體用藥委員會（CHMP）發表正面評價，建議批准醫藥產品「Ixchiq」的上市申請，該疫苗用於預防成人屈公病感染。申請單位為奧地利Valneva公司（Valneva Austria GmbH）。「Ixchiq」經由EMA的加速審核程序審查通過。此疫苗含有東南非/印度洋基因型（ECSA/IOL）的活性減毒屈公病毒（CHIKV）Δ5nsP3株。於2024年6月正式獲得歐盟批准投入醫療使用。
2025年1月，CHMP再次發表正面評價，建議批准另一款名為「Vimkunya」的重組吸附型屈公病疫苗上市，用於12歲及以上人群的屈公病預防。申請單位為巴伐利亞北歐公司（Bavarian Nordic A/S）。「Vimkunya」於2025年2月獲得歐盟正式批准使用。